# Streptocarpus saxorum
Streptocarpus saxorum sammetskornettblomma är en tvåhjärtbladig växtart som beskrevs av Engler. Streptocarpus saxorum ingår i släktet Streptocarpus och familjen Gesneriaceae. Inga underarter finns listade i Catalogue of Life.

## Bildgalleri

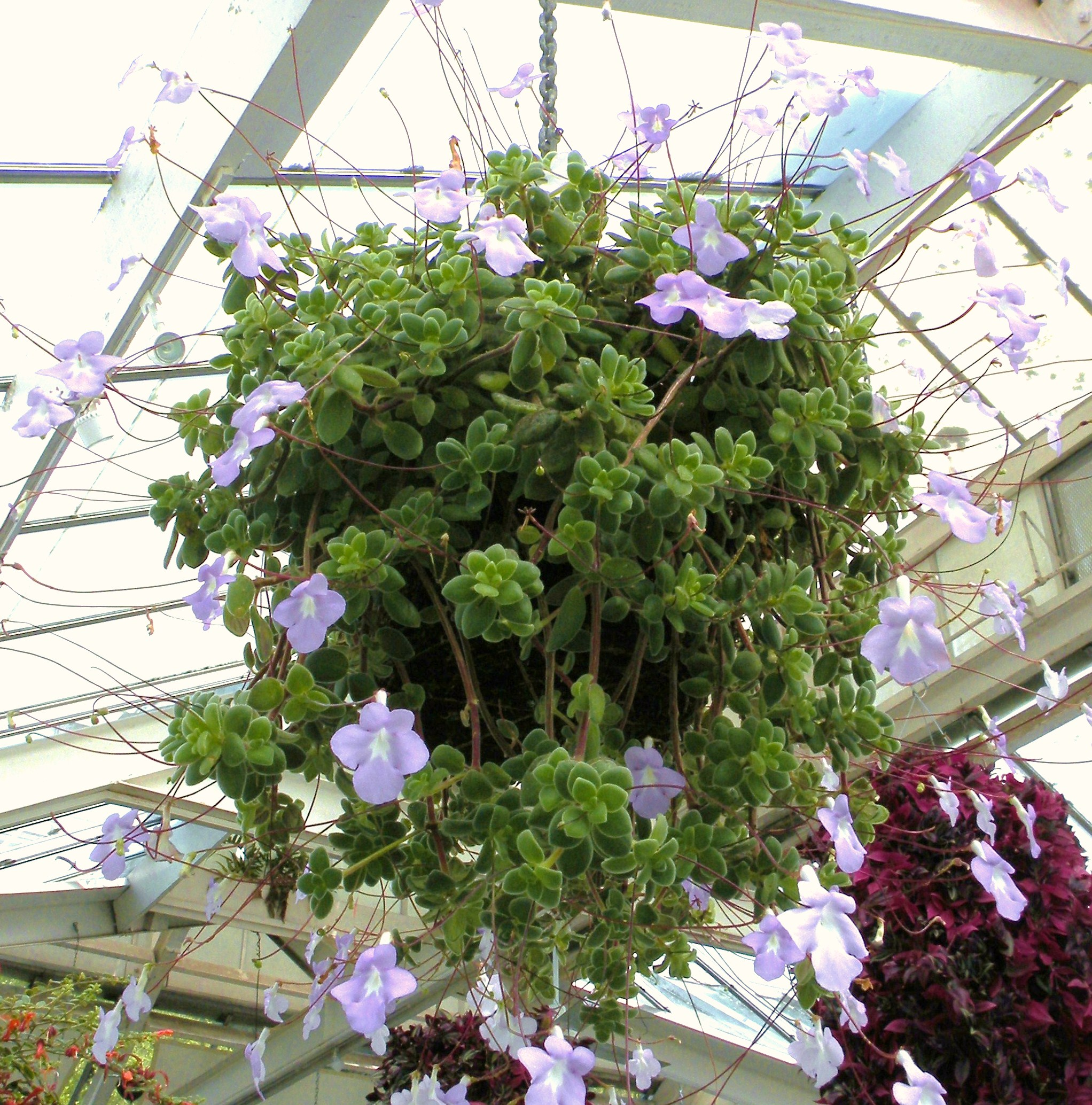
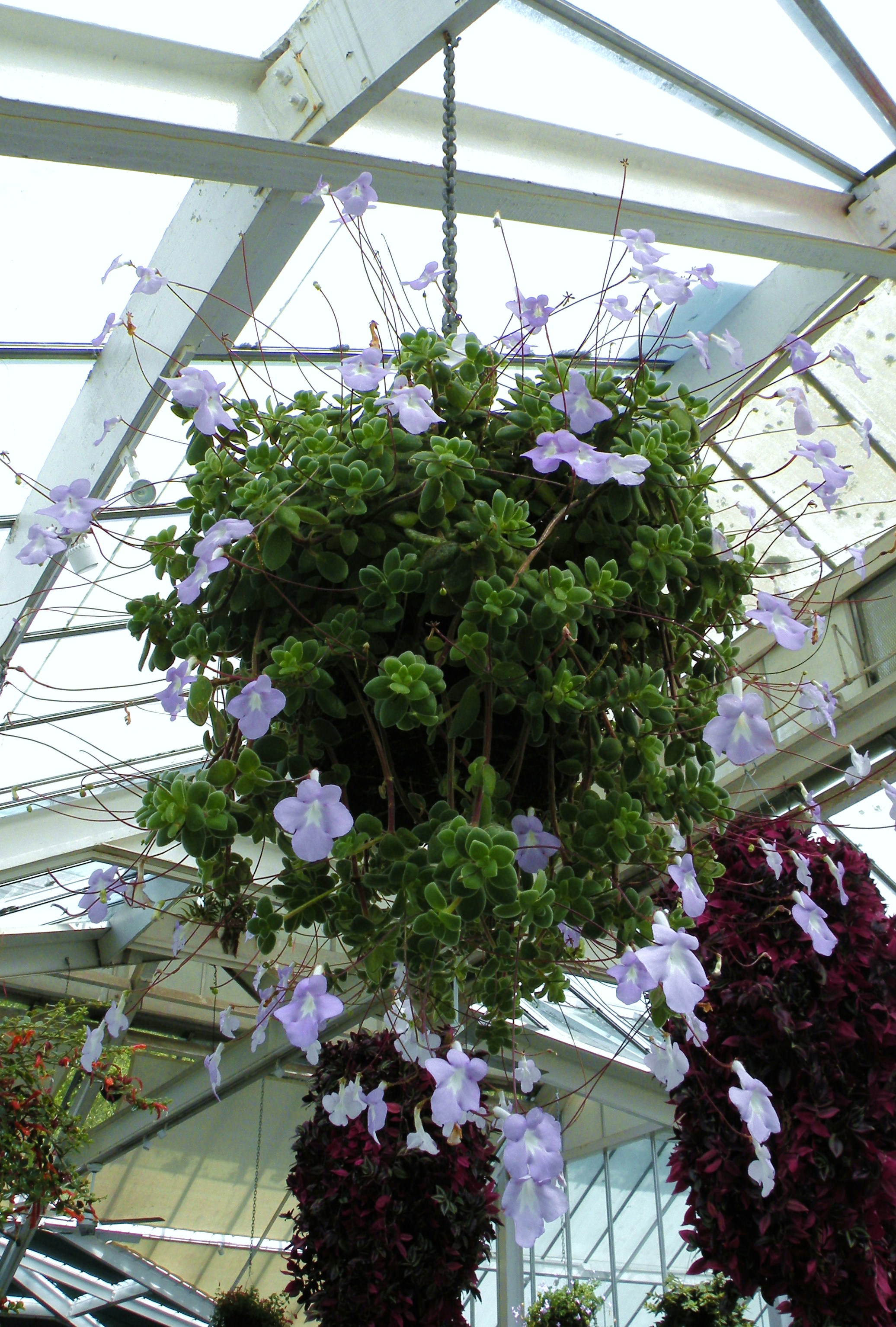
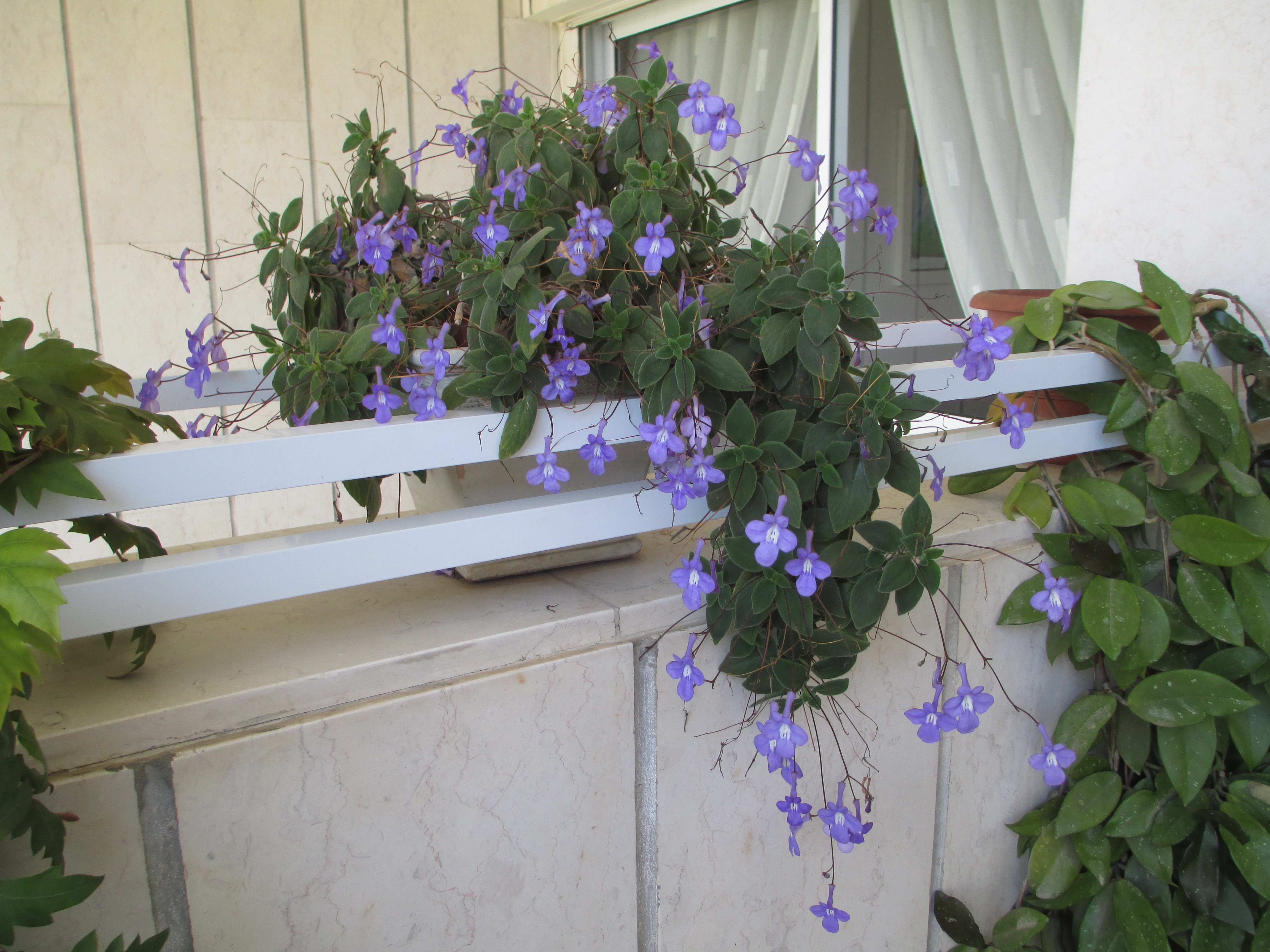
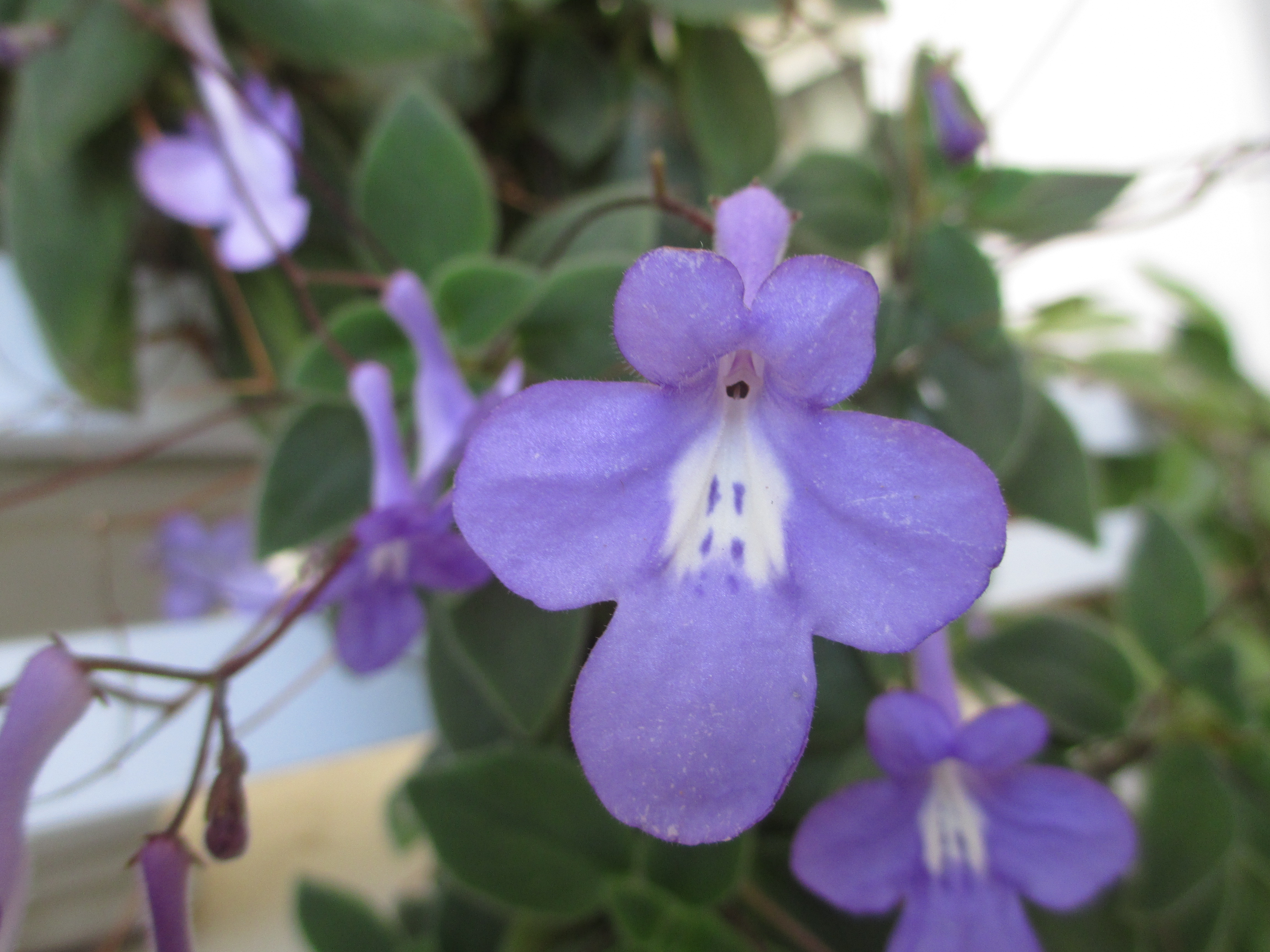
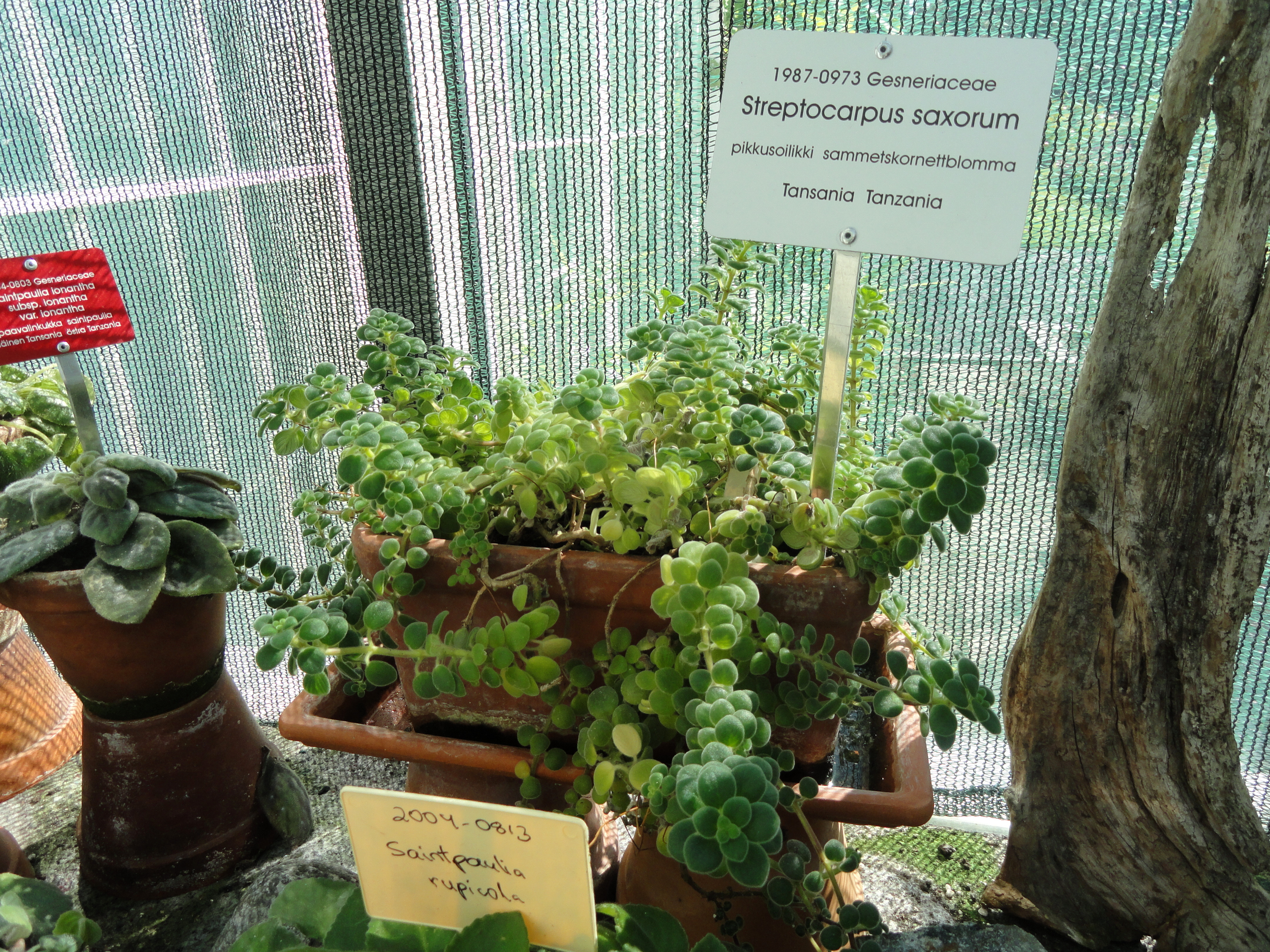
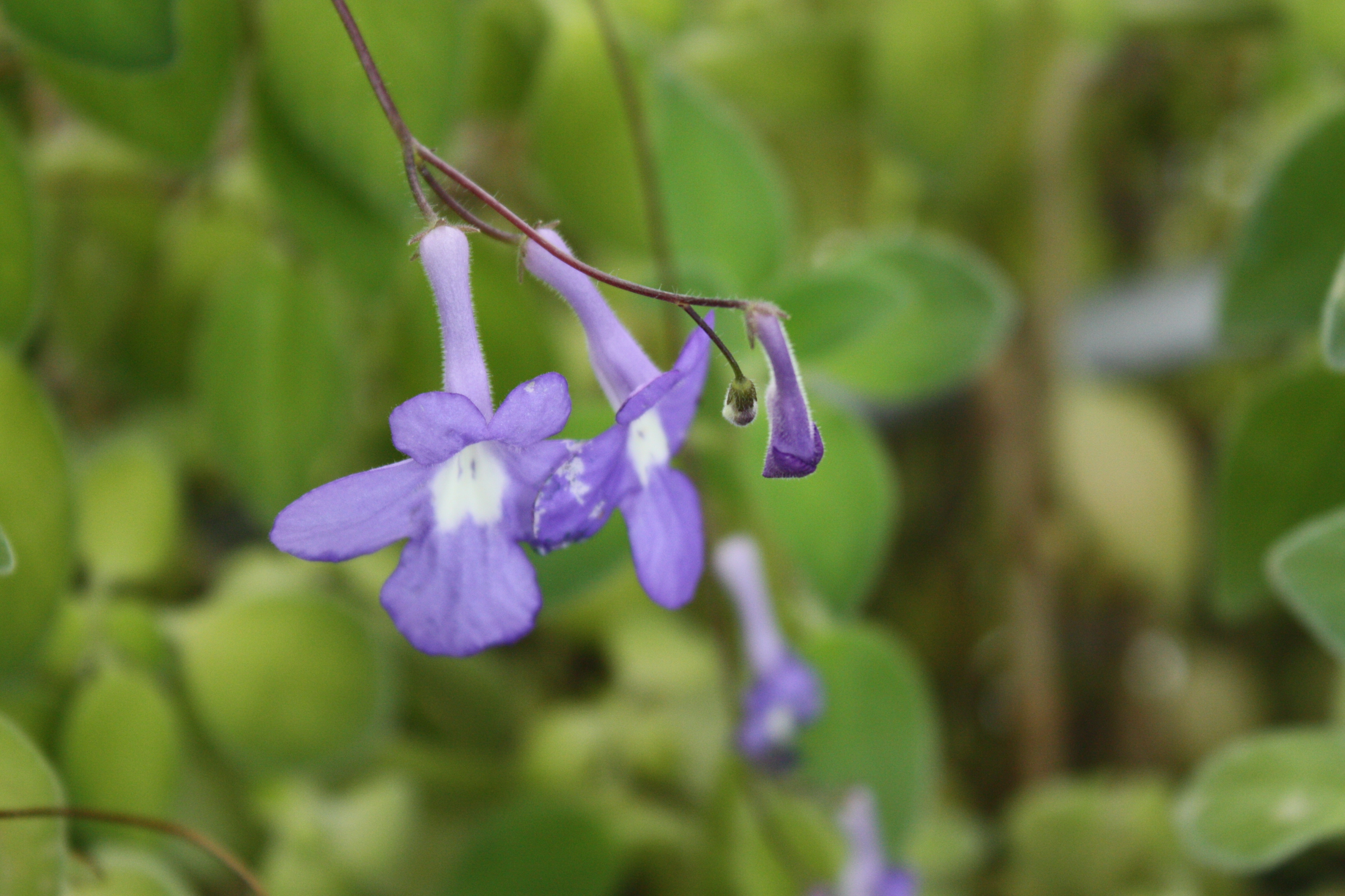